# Bilambil
Bilambil är en del av en befolkad plats i Australien. Den ligger i kommunen Tweed och delstaten New South Wales, i den sydöstra delen av landet, omkring 660 kilometer norr om delstatshuvudstaden Sydney. Antalet invånare är 2 991.
Runt Bilambil är det tätbefolkat, med 286 invånare per kvadratkilometer.. Närmaste större samhälle är Banora Point, nära Bilambil. 
Trakten runt Bilambil består huvudsakligen av våtmarker. Genomsnittlig årsnederbörd är 1 876 millimeter. Den regnigaste månaden är januari, med i genomsnitt 327 mm nederbörd, och den torraste är oktober, med 40 mm nederbörd.